# Marpissa kalapani
Marpissa kalapani là một loài nhện trong họ Salticidae.
Loài này thuộc chi Marpissa. Marpissa kalapani được Benoy Krishna Tikader miêu tả năm 1977.